# Doposia tobago
Doposia tobago är en insektsart som beskrevs av Otte, D. och Perez-gelabert 2009. Doposia tobago ingår i släktet Doposia och familjen syrsor. Inga underarter finns listade i Catalogue of Life.